# Vallfogona de Balaguer
Vallfogona de Balaguer község Spanyolországban, Lleida tartományban. Vallfogona de Balaguer Balaguer, La Sentiu de Sió, Bellcaire d’Urgell, Bellvís, Linyola és Térmens községekkel határos. Lakosainak száma 2000 fő (2024).

## Népesség
A település népessége az utóbbi években az alábbiak szerint változott:
| Lakosok száma | 52   | 703  | 1010 | 1312 | 1353 | 1577 | 1788 | 1888 | 1876 | 2000 |
|               | 1787 | 1900 | 1940 | 1960 | 1986 | 2005 | 2010 | 2014 | 2019 | 2024 |